# 異世奇人 (系列13)
本系列为英國科幻電視劇《異世奇人》（英語：Doctor Who）2005年重啟以來的第13個常規系列，也是整個劇集的第39季，是克里斯·奇布諾爾作為節目主理人的第3個常規系列。克里斯·奇布諾爾和馬特·史蒂文斯（Matt Strevens）擔當執行製片人。本系列於2019年11月宣佈製作，共8集，2020年11月開機拍攝，預定於2021年開播。
本系列在劇情上承接新年特輯《戴立克起義》，朱迪·惠特克繼續饰演第十三任博士，一位通過塔迪斯穿越时空的外星人，是她主演博士的第3個常規系列。
共有6集的的常規系列由傑米·馬格努斯·斯通和阿祖爾·薩利姆（Azhur Saleem）執導。本系列於2021年10月31日開播，2021年12月5日完結。台灣由MyVideo於2021年11月8日起進行跟播，每周一更新。

## 演員與角色
| 朱迪·惠特克 | Jodie Whittaker | 第十三任博士 | The Doctor  | 是 |
| 曼迪·吉爾   | Mandip Gill     | 婭斯敏·坎    | Yasmin Khan | 是 |

## 集數
| 故事 | 集數 | 標題 | 譯名         | 導演               | 編劇                             | 首播日期       | MyVideo 播放日期 | 英國收視 (百萬) | 指數 |
| ---- | ---- | ---- | ------------ | ------------------ | -------------------------------- | -------------- | ---------------- | --------------- | ---- |
| 297a | 1    |      | 萬聖夜啟示錄 | 傑米·馬格努斯·斯通 | 克里斯·奇布諾爾                  | 2021年10月31日 | 2021年11月8日    | 5.79            | 76   |
| 297b | 2    |      | 宋塔帝國之戰 | 傑米·馬格努斯·斯通 | 克里斯·奇布諾爾                  | 2021年11月7日  | 2021年11月15日   | 5.13            | 77   |
| 297c | 3    |      | 不久之前     | 阿祖爾·薩利姆      | 克里斯·奇布諾爾                  | 2021年11月14日 | 2021年11月22日   | 4.70            | 75   |
| 297d | 4    |      | 天使之村     | 傑米·馬格努斯·斯通 | 克里斯·奇布諾爾和瑪克辛·奧爾德頓 | 2021年11月21日 | 2021年11月29日   | 4.57            | 79   |
| 297e | 5    |      | 噬潮倖存者   | 阿祖爾·薩利姆      | 克里斯·奇布諾爾                  | 2021年11月28日 | 2021年12月6日    | 4.83            | 77   |
| 297f | 6    |      | 征服者       | 阿祖爾·薩利姆      | 克里斯·奇布諾爾                  | 2021年12月5日  | 2021年12月13日   | 4.64            | 76   |

## 選角
系列13是朱迪·惠特克饰演第十三任博士的第3個常規系列。布拉德利·沃爾什和托辛·科爾不再回歸出演格雷姆·奧布萊恩和瑞恩·辛克萊，他們的角色最後出場於2021年的新年特輯《戴立克起義》。曼迪·吉爾回歸系列13，繼續出演婭斯敏。

## 製作

### 編劇與開發
2019年11月，在系列12開播之前，節目主理人克里斯·奇布諾爾宣佈開發系列13，這是是克里斯·奇布諾爾作為節目主理人的第3個常規系列。系列12第8集《鬧鬼的迪奧達蒂別墅》的編劇瑪克辛·奧爾德頓（Maxine Alderton）成為系列13的「核心編劇」。曾執筆《它會帶你走》和《孤星55號》的艾德·希姆（Ed Hime）成為系列13的編劇之一。2020年4月，克里斯·奇布諾爾透露在2019冠狀病毒病疫情期間，劇本正在繼續創作。
2017年6月，英國廣播公司與中國上海广播电视台達成協議，後者享有中國市場版權優先購買權，包括2005年重啟以來直到系列15的劇集。2019年10月，英國廣播公司與HBO Max達成進一步協議，後者取得系列13和系列14的播放權。

### 拍攝
製作人崔西·辛普森（Tracie Simpson）表示系列13於2020年6月起開始前期製作，原計劃於2020年9月開機拍攝。此後，主體拍攝推遲至2020年11月開機，計劃拍攝10個月。受2019冠狀病毒病疫情影響，本系列總集數減少至8集。

## 宣傳與發行
本系列於2021年10月31日開播，2021年12月5日完結，共6集。

## 資料來源
1. ↑  .   [2021-12-03]. （原始内容存档于2021-12-03） （中文（臺灣））.
2. ↑  Laford, Andrea. . CultBox. 2021-08-09  [2021-08-11]. （原始内容存档于2021-08-09）.
3. 1 2  Fullerton, Huw. . Radio Times. 2021-10-09  [2021-10-09]. （原始内容存档于2021-10-09） （英语）.
4. 1 2  . Doctor Who News.   [2019-06-18]. （原始内容存档于2015-10-18） （英国英语）.
5. 1 2  Fullerton, Huw. . Radio Times. 2019-11-21  [2020-01-21]. （原始内容存档于2019-11-23） （英国英语）.
6. ↑  Collis, Clark. . Entertainment Weekly. 2020-01-22  [2020-01-23]. （原始内容存档于2020-01-23） （美国英语）.
7. 1 2 3  . Radio Times.   [2020-11-11]. （原始内容存档于2020-11-11） （英国英语）.
8. ↑  . Doctor Who TV. 2020-11-27  [2020-11-28]. （原始内容存档于2020-11-27） （英国英语）.
9. ↑  Cremona, Patrick. . Radio Times. 2020-11-30  [2020-12-01]. （原始内容存档于2020-11-30） （英国英语）.
10. ↑  Doctor Who Production News [@doctorwhopn].  (推文). 2019-11-15  [2020-01-21] –Twitter （英国英语）.
11. ↑  . www.unitedagents.co.uk.   [2020-04-12]. （原始内容存档于2018-12-10） （英国英语）.
12. ↑  Cremona, Patrick. . RadioTimes. 2020-04-30  [2020-05-01]. （原始内容存档于2020-05-02） （英国英语）.
13. ↑  . 廣播時報. 2017-06-03  [2017-06-19]. （原始内容存档于2017-06-08） （英国英语）.
14. ↑  . BBC News.   [2017-06-19]. （原始内容存档于2017-05-28） （英国英语）.
15. ↑  . 2017-05-25  [2018-12-11]. （原始内容存档于2018-11-19） （中文（中国大陆））.
16. ↑  Amaya, Erik. . Comicon.com. 2019-10-29  [2020-01-21]. （原始内容存档于2020-01-06） （美国英语）.
17. ↑  Jeffery, Morgan. . Radio Times. 2020-02-16  [2020-02-17]. （原始内容存档于2020-02-16） （英国英语）.
18. ↑  . Radio Times.   [2020-11-11]. （原始内容存档于2020-11-12） （英国英语）.
19. ↑  Wehrstedt, Lisa. . Digital Spy. 2021-10-09  [2021-10-09]. （原始内容存档于2021-10-09）.